# Alice Neville
Alice Neville (1430 - après le 22 novembre 1503) est l'épouse d'Henry FitzHugh, 5e baron FitzHugh. Elle est surtout connue pour être l'arrière-grand-mère de la reine Catherine Parr et de ses frères et sœurs, Anne et William, ainsi que l'une des sœurs de "Warwick le faiseur de rois". Sa famille était l'une des plus anciennes et puissantes du Nord. Ils avaient une longue tradition de service militaire et une réputation de soif de pouvoir au détriment de la couronne, comme l'a démontré son frère, le comte de Warwick.

## Famille
Alice est la troisième fille de Richard Neville, 5e comte de Salisbury jure uxoris et d'Alice Montagu, 5e comtesse de Salisbury suo jure. Par son père, elle est une descendante du roi Édouard III à travers les enfants légitimés de Jean de Gand et de sa maîtresse, puis épouse, Katherine Swynford. Sa mère était l'unique héritière de Thomas Montagu, 4e comte de Salisbury et de sa première épouse Eléonore Holland. Alice est la sœur de Richard Neville, 16e comte de Warwick, le pair anglais le plus riche et le plus puissant de son temps et l'un des principaux protagonistes de la guerre des Deux-Roses. Sa tante, Cécile Neville, duchesse d'York, mère des futurs rois Edouard IV et Richard III, était une autre figure clé des guerres civiles qui ont dominé la majeure partie de la seconde moitié du XVe siècle en Angleterre.
Lady Fitzhugh était à peu près du même tempérament que son frère le comte de Warwick. Bien que son mari soit généralement crédité pour avoir déclenché la rébellion de 1470 qui a attiré le roi Édouard IV dans le Nord et a permis une arrivée en toute sécurité du comte de Warwick dans l'Ouest, l'audace du coup désigne beaucoup plus le tempérament et les capacités de Lady Fitzhugh que ceux de son mari.
Les autres frères et sœurs d'Alice sont Jeanne Neville, comtesse d'Arundel, Cécile Neville, duchesse de Warwick, John Neville, 1er marquis Montagu, George Neville, archevêque d'York et chancelier d'Angleterre, Éléonore Neville (morte en 1472 avant que son mari devienne comte de Derby), Catherine Neville, baronne Hastings, Thomas Neville et Marguerite Neville, comtesse d'Oxford.
Les nièces de Lady Fitzhugh, les filles du comte de Warwick, sont Isabelle Neville, épouse du frère d'Edouard IV, George Plantagenêt, duc de Clarence et Anne Neville. Anne fut princesse de Galles en tant qu'épouse d'Edouard de Westminster, fils d'Henri VI et de Marguerite d'Anjou. Après la mort à dix-sept ans du prince de Galles à la bataille de Tewkesbury le 4 mai 1471, Anne se remarie avec Richard, duc de Gloucester, qui devint roi d'Angleterre en 1483,.

## Dame d'honneur
Alice, qui était proche de sa nièce Anne, était très favorable au duc de Gloucester après qu'il est devenu lord protecteur du royaume. Elle a incité les membres de sa famille à faire de même. Lorsqu'il monta sur le trône en 1483, Alice et sa fille, Élisabeth, furent nommées dames d'honneur de la reine. Les deux ont reçu des cadeaux du roi, dont des mètres des plus beaux tissus pour faire des robes. Lors du couronnement en 1483, Alice et Élisabeth font partie des sept nobles dames ayant l'honneur de chevaucher derrière la reine.
La position de dame d'honneur des reines d'Angleterre est devenue une tradition familiale qui s'étendit jusqu'à son arrière-petite-fille, Anne Parr, qui servit les six épouses du roi Henri VIII.
Après la mort de son mari en 1483, Lady Fitzhugh et ses enfants Richard, Roger, Edward, Thomas et Élisabeth rejoignent la guilde Corpus Christi à York.

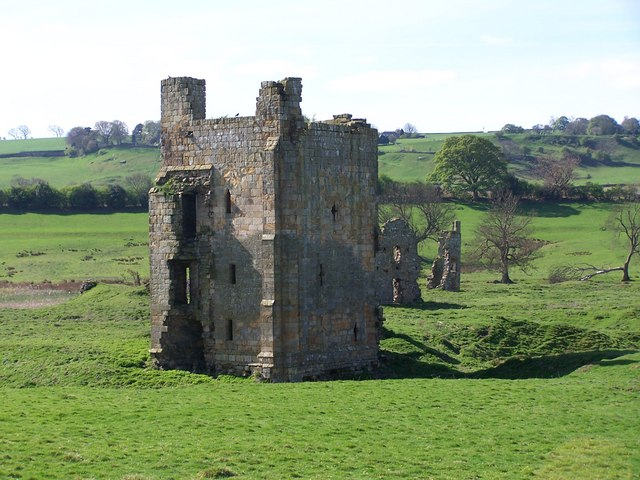
Le château de Ravensworth, domicile du Lord FitzHugh de Ravensworth jusqu'à ce qu'il soit transféré aux descendants d'Alice et d'Henri par Thomas Parr.

## Mariage et descendance
Alice épouse Henri, Lord FitzHugh du château de Ravensworth, près de Richmond (1429-1472), chef d'une puissante famille locale entre Tees et Swale. Lord et Lady FitzHugh ont eu 11 enfants, cinq fils et six filles : 
- Richard, 6e baron FitzHugh qui épouse Élisabeth Burgh, fille de Thomas Burgh de Gainsborough, leur fils, George, a hérité de la baronnie de FitzHugh, mais après sa mort en 1513, la baronnie est tombée en suspens entre sa tante Alice et son neveu Thomas Parr, fils de son autre tante Élisabeth. Cette suspension se poursuit jusqu'à nos jours[10].
- George FitzHugh, doyen de Lincoln de 1483 à 1505.
- Alice FitzHugh épouse John Fiennes, fils de Richard Fiennes et de Joan Dacre, 7e baronne Dacre[11].
- Elizabeth FitzHugh, qui épouse d'abord William Parr, puis Nicholas Vaux. Par son premier mari, Élisabeth est la grand-mère de la reine Catherine Parr, d'Anne, comtesse de Pembroke et de William, marquis de Northampton.
- Anne, épouse de Francis Lovell, 1er vicomte Lovell[12].
- Margery, épouse Marmaduke Constable.
- Jeanne, religieuse.
- Edouard FitzHugh.
- Thomas FitzHugh.
- John FitzHugh.
- Éléonore FitzHugh